# Georg Gichtel
Johann Georg Gichtel,  född den 14 mars 1638 i Regensburg, död den 21 januari 1710 i Amsterdam, var en tysk "svärmare" och mystiker.
Gichtel blev 1664 advokat i Regensburg. Genom beröring med åtskilliga "svärmare" uppstod hos honom den planen att reformera hela kyrkoväsendet på grundvalen av teosofisk-asketiska idéer. Då han försökte realisera sin plan, blev han kastad i fängelse och 1665 förvisad från Regensburg. Sedan försökte han verka för sina idéer i Zwolle och Antwerpen, där han lärde känna Böhmes skrifter.
Dessa, som han utgav 1682, bestämde sedan hans åskådning. Han försökte omsätta Böhmes idéer i praktiken, förkastade äktenskapet och ansåg, att han och andra gudsutvalda människor fortsätter Jesu översteprästerliga verksamhet. Någon sekt ville han dock inte bilda. Hans Theosophia practica utgavs 1701 och framåt (flera upplagor). Gichtels anhängare kallades gichtelianer eller änglabröder.